# 王宗信
王宗信（9世纪—921年），中國五代十国時代人物，前蜀高祖王建的义子。
事奉王建为义子，王建给他赐姓名王宗信。开始担任左神勇军使。后主王衍即位，他和王宗晏、王宗昱为三招讨，作为王宗俦的副手讨伐岐国。进屯威武城，厉兵秣马，但是没有战功。王宗信为人暴虐，喜欢杀人。镇守凤州，有一个摔跤手周铎，作为巡查，和麾下孙延膺关系不好。一天，周铎锦袍束带，有远行的意思，王宗信在楼上看见，问孙延膺他要去哪里。孙延膺知道周铎是岐国人，诬告他投奔岐国。王宗信于是抓住周铎，将他断舌剐杀。第二年，孙延膺谋反，王宗信也被杀死。